# Манастир Крупа
Манастир Крупа се налази у сјеверној Далмацији, код Обровца у Хрватској. Припада Епархији далматинској Српске православне цркве.

## Положај и прошлост
Смјештен је подно Велебита, поред истоимене ријеке, недалеко од насеља Крупа. То је један од три историјска српска манастира у Далмацији, поред манастира Крке и Драговића. Саграђен је у вријеме краља Милутина, 1317. Предање каже да су му темеље поставили монаси из Манастира Крупа на Врбасу.
Први пут од утемељења обнављан је у вријеме цара Душана, 1345. године. О томе свједочи запис на своду манастирске цркве. Српски краљеви Милутин, његов син Стефан Дечански, као и унук Стефан Душан, издавали су манастиру даровнице у виду земљишта за издржавање, а касније су то и Турци потврђивали ферманима из Истанбула. Манастир је даривала и мати Ангелина, српска деспотица, негде 1494. године.
У млетачко-турским ратовима манастир Крупа је тешко страдао у више наврата, а посебно 1502. и 1620. У 20. вијеку десило се исто у два наврата: 1941. и 1995.
Велика и темељна поправка манастира извршена је 1855. године, и то уз помоћ Русије, Србије и Аустрије. Аустријска влада је условила обнову захтјевом да манастирски прозори морају бити изведени у готском стилу.

## Манастирска ризница
Манастир Крупа чува вриједна духовна и културна свједочанства, упркос честим пустошењима у прошлости. Шездесетих година 20. вијека откривене су фреске у манастирској цркви и то оне које је 1622. године фрескописао хиландарски монах Георгије Митрофановић, исти онај инок који је осликао Хиландарску трпезарију. У Крупи су чуване иконе итало-критске школе, рад Јована Апаке. Чува се и честица моштију Св. Јеротеја. Ту је и кивот из манастира Рмња који је донесен у Крупу у току босанско-херцеговачког устанка 1875. године. Манастирска ризница чувала је и три антиминса: један је јерусалимског патријарха Теодосија, други патријарха Арсенија IV Шакабенте из 1743. и трећи је Крупски из 1739. године. У манастирском архиву чувана су и 22 турска фермана, од којих је занимљив онај који се односи на заштиту манастира Крке, а издао га турски султан Мустафа II.
Бројне богослужбене књиге, утвари и друге вредности, за манастир је прибавио крупски архимандрит, велики путник и значајни српски писац Герасим Зелић. Иначе, манастир Крупа је прихваћао бројне великане српске књижевности. У њему је извјесно вријеме боравио и Доситеј Обрадовић. Симо Матавуљ је у манастиру боравио четири године и, према сопственом исказу, ту научио скривене љепоте српског језика.
На сабору о Великој Госпојини, окупи се и преко шест хиљада људи.

## Галерија
- Иконостас
- Фреске
- Натпис